# Robert Kerr (escriptor)
|  | Aquest article tracta sobre l'escriptor naturalista escocès. Vegeu-ne altres significats a «Robert Kerr». |

Aquest autor és citat en taxonomia animal amb el nom «Kerr».
Robert Kerr FRSE FSA FRCSE (Bughtridge, comtat de Roxburghshire, 20 d'octubre de 1757 - Edimburg, 11 d'octubre de 1813) fou un cirurgià, traductor i escriptor naturalista escocès.

## Biografia

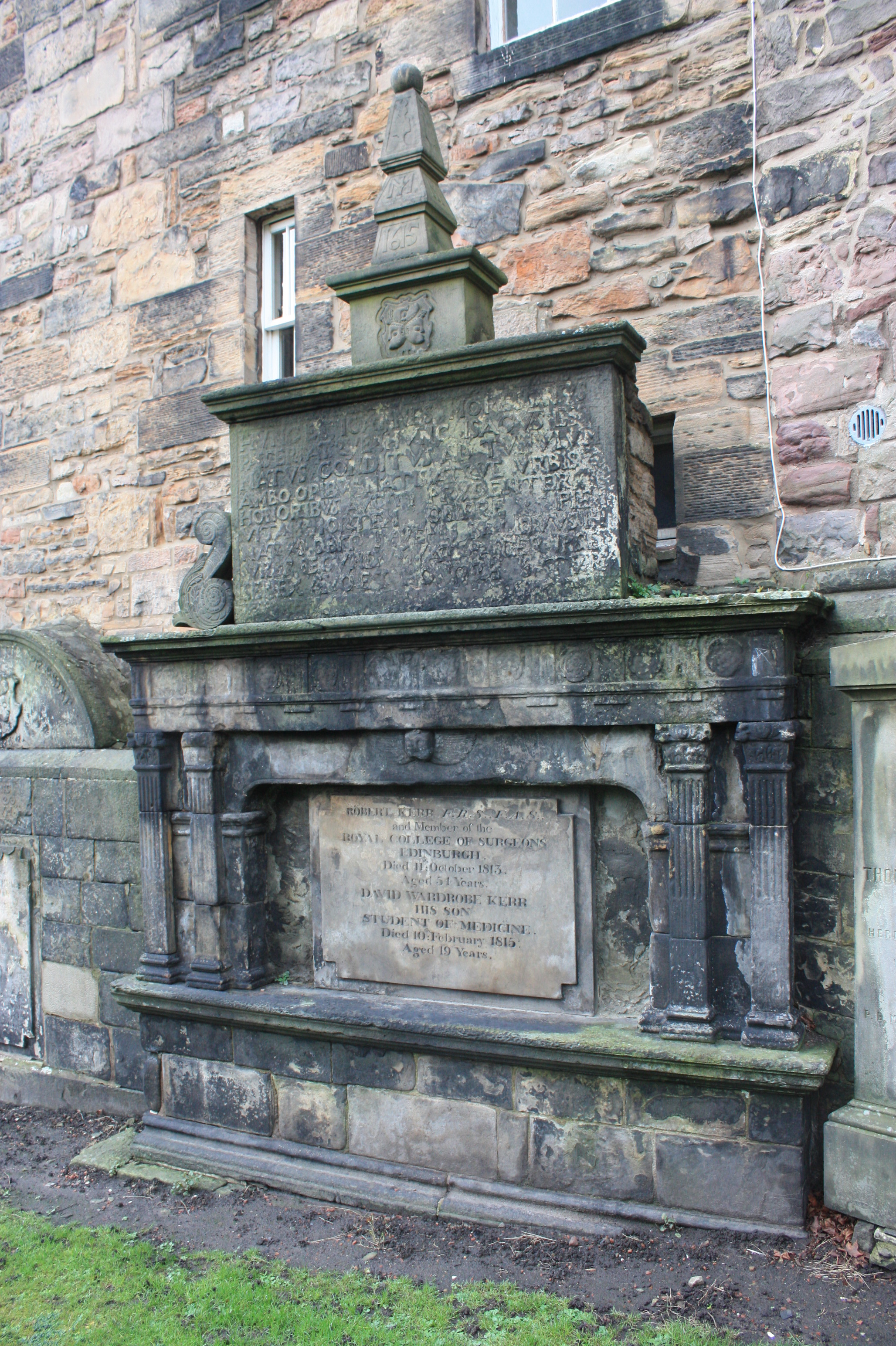
Tomba de Kerr al cementiri de Greyfriars

Va néixer el 20 d'octubre de 1757 al poble de Bughtridge, al comtat de Roxburghshire, sent fill d'un joier anomenat James Kerr. Va estudiar Medicina a la Universitat d'Edimburg i practicà a l'Hospital Foundling d'Edimburg com a cirurgià. Va traduir diversos treballs científics a l'anglès, com ara el Traité Élémentaire de Chimie de 1789 d'Antoine Lavoisier, publicat sota el títol Elements of Chemistry in a New Systematic Order containing All the Modern Discoveries, l'any 1790. L'any 1792 va publicar The Animal Kingdom, la traducció del Systema Naturae de Carl von Linné (Linnaeus), que sovint se'l cita com la màxima autoritat taxonòmica per a un gran nombre d'espècies. Kerr únicament va traduir els dos primers volums dels quatre que componen l'obra.
El 1794 va deixar el seu lloc com a cirurgià per a administrar una fàbrica de paper. Va perdre gran part de la seva fortuna en aquesta empresa. El 1809 va començar a escriure de nou, per necessitat econòmica, amb la publicació d'una sèrie d'obres menors, com per exemple, General View of the Agriculture of Berwickshire. El seu últim treball va ser la traducció de Recherches sur les ossements fossiles de quadrupedes de Georges Cuvier, que va ser publicat després de la mort de Kerr sota el títol Essays on the Theory of the Earth ("Assajos sobre la Teoria de la Terra").
Els seus altres treballs inclouen un estudi històric massiu titulat A General History and Collection of Voyages and Travels recollit en divuit volums. Kerr va començar la sèrie el 1811, dedicant-la a Sir Alexander Cochrane, KB, vicealmirall britànic. La publicació no va cessar amb la mort de Kerr l'11 d'octubre de 1813, l'últim dels volums va sortir a la llum durant la dècada de 1820.
Kerr està enterrat al cementiri de Greyfriars, al centre d'Edimburg just al costat occidental de la muralla. La seva làpida s'afegí a un monument de pedra ornamental de molt abans (1610).

## Obres seleccionades
- A General History and Collection of Voyages and Travels vol. 6
- A General History and Collection of Voyages and Travels vol. 9
- A General History and Collection of Voyages and Travels vol. 14
- A General History and Collection of Voyages and Travels vol. 16